# Öttevény
Öttevény är en ort i Ungern.   Den ligger i provinsen Győr-Moson-Sopron, i den västra delen av landet, 120 km väster om huvudstaden Budapest. Öttevény ligger 113 meter över havet och antalet invånare är 2 725.
Terrängen runt Öttevény är mycket platt. Runt Öttevény är det tätbefolkat, med 476 invånare per kvadratkilometer. Närmaste större samhälle är Győr, 11,9 km öster om Öttevény. Trakten runt Öttevény består till största delen av jordbruksmark.